# Hogan Stand
Hogan Stand — ирландский спортивный журнал, посвящённый гэльским играм. Выходит регулярно с 1991 года, также новости и статьи журнала публикуются на сайте с 1999 года. Журнал освещает гэльские виды спорта — гэльский футбол, хёрлинг и камоги — и публикует новости о деятельности Гэльской атлетической ассоциации. Hogan Stand является одним из главных периодических изданий, посвящённых именно гэльским играм, наравне с ныне не выходящими журналами Sliotar и Cornerback.
Название журнала, означающее в переводе «трибуна Хогана», дано в честь одноимённой трибуны на стадионе «Кроук Парк», на которой после финала вручаются главные призы Всеирландских чемпионатов по гэльскому футболу, хёрлингу и камоги.